# 10090 Sikorsky
10090 Sikorsky (1990 TK15) là một tiểu hành tinh vành đai chính được phát hiện ngày 13 tháng 10 năm 1990 bởi Lyudmila Karachkina và Gregor Kastel ở Đài vật lý thiên văn Crimean. Nó được đặt theo tên the Russian-American aeronautical engineer và helicopter designer Igor Sikorsky.